# جرالین تلی
جرالین تَلی (انگلیسی: Jeralean Talley؛ ۲۳ مه ۱۸۹۹ – ۱۷ ژوئن ۲۰۱۵) با نام خانوداگی دوشیزگی کِرتز زن ابرصدساله اهل ایالات متحده آمریکا بود که با ۱۱۶ سال و ۲۵ روز سن، طی مدتی مسن‌ترین فرد زنده جهان بود. قبلاً تصور می‌شد که او پس از درگذشت السی تامپسون در ۲۱ مارس ۲۰۱۳ میلادی، پیرترین آمریکایی زنده باشد تا آنکه در ژوئیه ۲۰۱۴ مشخص شد که گرترود ویور مسن تر بوده است.[۳] پس از مرگ گرترود ویور در ۶ آوریل ۲۰۱۵، تَلی به عنوان مسن‌ترین فرد زنده در جهان شناخته شد. تَلی نامه‌هایی از باراک اوباما رئیس‌جمهور ایالات متحده آمریکا در جشن تولدهای ۱۱۴ و ۱۱۶ سالگی خود دریافت کرد که در آن وضعیت سنی او تأیید شده بود.

## زندگی‌نامه
جرالین کِرتز در ۲۳ مه ۱۸۹۹ در جورجیا به دنیا آمد. او که یکی از ۱۲ کودک خانواده بود، سال‌های اولیه‌اش را در مزرعه‌ای با چیدن پنبه و بادام زمینی و کاشت سیب‌زمینی شیرین گذراند. او در سال ۱۹۳۵ به اینکستر در ایالت میشیگان نقل مکان کرد و تا زمان مرگش در آنجا زندگی کرد. جرالین در سال ۱۹۳۶ با آلفرد تَلی (۳۰ ژانویه ۱۸۹۳–۱۷ اکتبر ۱۹۸۸) ازدواج کرد. جرلین و آلفرد تا زمان مرگ آلفرد به مدت ۵۲ سال با هم زندگی کردند. آنها دارای یک فرزند دختر تلما بودند که در سال ۱۹۳۷ به دنیا آمد. جرالین دارای سه نوه، ۱۰ نتیجه و ۴ نبیره بود.

### سلامت و سبک زندگی
به گفته دخترش تلما، جرالین در اواخر عمر خود همچنان با دوختن لباس، ساختن لحاف و بازی در کازینوها فعال ماند. او تا ۱۰۴ سالگی بولینگ بازی می‌کرد تا آنکه پاهایش بسیار ضعیف شدند، اما باز با این وجود به همراه دوستش مایکل کینلاک و پسرش تایلر، که پسرخوانده روحانی (پسر تعمیدی) او نیز بود، به سفرهای ماهیگیری سالانه می‌رفت.
تَلی یکی از اعضای «کلیسای باپتیست مبلغان اورشلیم جدید» بود که اعضای آن از او به عنوان «مادر تَلی» یاد می‌کردند. در ماه مه ۲۰۱۳، آنها زادروز ۱۱۴ سالگی او را با نامگذاری رسمی راهروی کلیسا به نام او جشن گرفتند. تَلی همچنین نامه‌ای شخصی از باراک اوباما رئیس‌جمهور ایالات متحده آمریکا دریافت کرد که در آن اشاره کرده بود او «بخشی از یک نسل خارق‌العاده» است. تَلی در صد و شانزدهمین سالگرد تولد خود نامه دیگری از اوباما دریافت کرد که در آن نوشته بود «وسعت تجربه و ژرفای خرد او نشان دهنده مسیر طولانی ای است که ملت ما از سال ۱۸۹۹ طی کرده است».
او گفت که طبق قاعده طلایی زندگی می‌کند. او در اجتماع محلی خود به خردمندی و زیرکی معروف بود و هنگامی که مردم از او مشورت می‌گرفتند، تَلی به آنها می‌گفت که از عقل سلیم استفاده کنند و می‌گفت: «تحصیلات زیادی ندارم، اما همان میزان عقل سلیم اندکی که دارم، سعی می‌کنم از آن استفاده کنم».

## درگذشت
جرالین تَلی در ۱۷ ژوئن ۲۰۱۵، پس از یک هفته بستری در بیمارستان درگذشت. او دعا کرده بود که در دوران پیش از مرگ عذاب نکشد، و طبق گزارش‌ها در حین خواب در خانه‌اش در اینکستر و در آرامش کامل درگذشت. دربارهٔ سن زیادش، از او نقل شده است که گفته بود «هیچ کاری درباره‌اش از دستم بر نمی‌آید.»
پس از مرگ او، سوزانا موشات جونز مسن‌ترین فرد جهان شد.